# 1779 w sztukach plastycznych
Wydarzenia w sztukach plastycznych i wizualnych w 1779 roku.

## Malarstwo

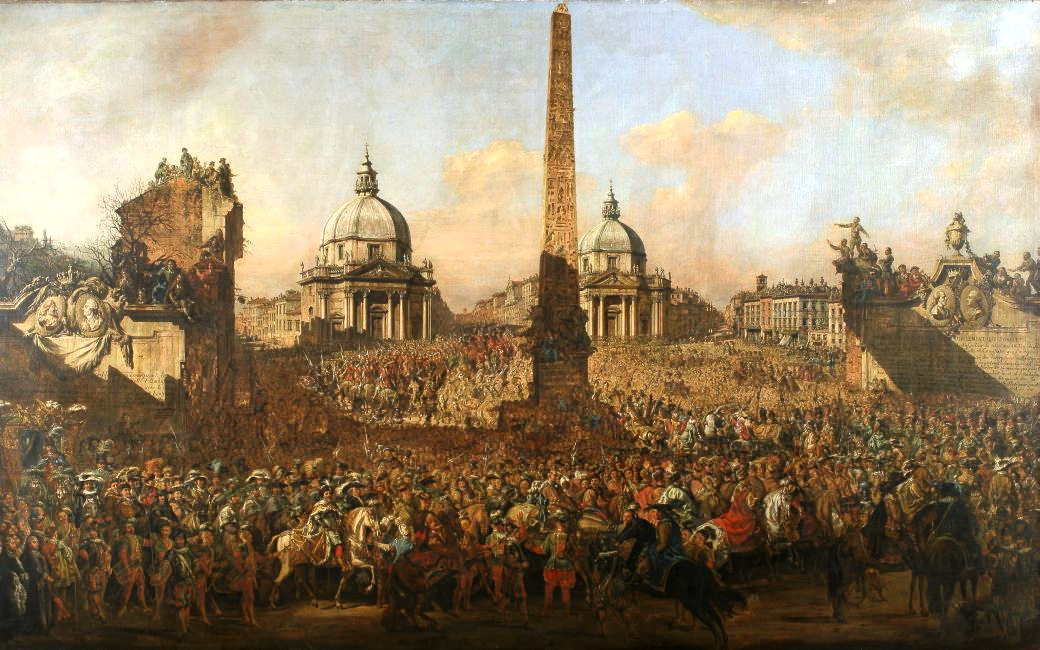
Bernardo Bellotto, Wjazd Jerzego Ossolińskiego do Rzymu w roku 1633

- Bernardo Bellotto

Wjazd Jerzego Ossolińskiego do Rzymu w roku 1633 – olej na płótnie, 169 × 271,5 cm, Muzeum Narodowe we Wrocławiu